# Livinallongo del Col di Lana
Livinallongo del Col di Lana là một đô thị ở tỉnh Belluno trong vùng Veneto, có vị trí cách khoảng 120 km về phía bắc của Venice và khoảng 45 km về phía tây bắc của Belluno. Tại thời điểm ngày 31 tháng 12 năm 2004, đô thị này có dân số 1.437 và diện tích 99,1 km².
Đô thị Livinallongo del Col di Lana có các frazione (subdivision) Arabba.
Livinallongo del Col di Lana giáp các đô thị: Badia, Canazei, Colle Santa Lucia, Cortina d'Ampezzo, Corvara-Corvara in Badia, Rocca Pietore.